# Highland Village (Texas)
Pour les articles homonymes, voir Highland Village.
La ville de Highland Village est située dans le comté de Denton, dans l’État du Texas, aux États-Unis. Sa population s’élevait à 15 056 habitants lors du recensement de 2010, estimée à 16 537 habitants en 2018. Highland Village fait partie de l’agglomération de Dallas.

## Source
- (en) Cet article est partiellement ou en totalité issu de l’article de Wikipédia en anglais intitulé « Highland Village, Texas » (voir la liste des auteurs).

1. ↑  « Population and Housing Unit Estimates » (consulté le 30 mai 2019)
2. ↑  « Census of Population and Housing » [archive du 26 avril 2015], Census.gov (consulté le 4 juin 2015)